# Longecourt-en-Plaine
Longecourt-en-Plaine és un municipi francès, situat al departament de la Costa d'Or i a la regió de Borgonya - Franc Comtat. L'any 2007 tenia 1.252 habitants.

## Demografia

### Població
El 2007 la població de fet de Longecourt-en-Plaine era de 1.252 persones. Hi havia 436 famílies, de les quals 64 eren unipersonals (28 homes vivint sols i 36 dones vivint soles), 116 parelles sense fills, 228 parelles amb fills i 28 famílies monoparentals amb fills.
La població ha evolucionat segons el següent gràfic:
Habitants censats

### Habitatges
El 2007 hi havia 458 habitatges, 438 eren l'habitatge principal de la família, 8 eren segones residències i 12 estaven desocupats. 429 eren cases i 25 eren apartaments. Dels 438 habitatges principals, 376 estaven ocupats pels seus propietaris, 56 estaven llogats i ocupats pels llogaters i 6 estaven cedits a títol gratuït; 4 tenien una cambra, 11 en tenien dues, 50 en tenien tres, 111 en tenien quatre i 263 en tenien cinc o més. 354 habitatges disposaven pel capbaix d'una plaça de pàrquing. A 146 habitatges hi havia un automòbil i a 259 n'hi havia dos o més.

### Piràmide de població
La piràmide de població per edats i sexe el 2009 era:
| Homes | Edats   | Dones |
| ----- | ------- | ----- |
| 0     | 95 o +  | 4     |
| 0     | 90 a 94 | 0     |
| 8     | 85 a 89 | 0     |
| 0     | 80 a 84 | 0     |
| 16    | 75 a 79 | 28    |
| 12    | 70 a 74 | 20    |
| 12    | 65 a 69 | 16    |
| 8     | 60 a 64 | 4     |
| 28    | 55 a 59 | 16    |
| 52    | 50 a 54 | 32    |
| 53    | 45 a 49 | 56    |
| 68    | 40 a 44 | 48    |
| 56    | 35 a 39 | 72    |
| 36    | 30 a 34 | 56    |
| 12    | 25 a 29 | 28    |
| 28    | 20 a 24 | 48    |
| 48    | 15 a 19 | 48    |
| 80    | 10 a 14 | 48    |
| 40    | 5 a 9   | 68    |
| 20    | 0 a 4   | 28    |

## Economia
El 2007 la població en edat de treballar era de 844 persones, 650 eren actives i 194 eren inactives. De les 650 persones actives 608 estaven ocupades (322 homes i 286 dones) i 43 estaven aturades (13 homes i 30 dones). De les 194 persones inactives 52 estaven jubilades, 95 estaven estudiant i 47 estaven classificades com a «altres inactius».

### Ingressos
El 2009 a Longecourt-en-Plaine hi havia 445 unitats fiscals que integraven 1.243,5 persones, la mediana anual d'ingressos fiscals per persona era de 19.620 €.

### Activitats econòmiques
Dels 43 establiments que hi havia el 2007, 3 eren d'empreses extractives, 1 d'una empresa alimentària, 10 d'empreses de construcció, 10 d'empreses de comerç i reparació d'automòbils, 3 d'empreses de transport, 4 d'empreses d'hostatgeria i restauració, 1 d'una empresa d'informació i comunicació, 2 d'empreses de serveis, 3 d'entitats de l'administració pública i 6 d'empreses classificades com a «altres activitats de serveis».
Dels 19 establiments de servei als particulars que hi havia el 2009, 1 era una oficina de correu, 1 taller de reparació d'automòbils i de material agrícola, 2 paletes, 2 guixaires pintors, 3 fusteries, 2 lampisteries, 2 electricistes, 1 perruqueria, 3 restaurants i 2 salons de bellesa.
Dels 4 establiments comercials que hi havia el 2009, 1 era una botiga de menys de 120 m², 1 una fleca, 1 una peixateria i 1 una joieria.
L'any 2000 a Longecourt-en-Plaine hi havia 7 explotacions agrícoles que ocupaven un total de 938 hectàrees.

## Equipaments sanitaris i escolars
L'únic equipament sanitari que hi havia el 2009 era una farmàcia.
El 2009 hi havia 1 escola maternal i 1 escola elemental.

## Poblacions més properes
El següent diagrama mostra les poblacions més properes.